# رضا اللوز
رضا اللوز (انگلیسی: Ridha El Louze؛ زادهٔ ۲۷ آوریل ۱۹۵۳) بازیکن سابق فوتبال اهل تونس است.
وی عضو تیم ملی فوتبال تونس در جام جهانی فوتبال ۱۹۷۸ بوده است.